# Trichocereus
Trichocereus (A.Berger) Riccob. è un genere di piante della famiglia delle Cactacee, originarie del versante andino dell'America meridionale.
Il suo nome deriva dal greco "trichòs" (pelo) e da "cereus" (cero).

## Descrizione
Sono cactus di forma tubolare con ramificazioni o polloni alla base, con spine areolari corte e fitte e pelose, poste sulle costolature; i fiori, che generalmente fioriscono di notte, sono di colore bianco.

## Tassonomia
Il genere comprende le seguenti specie:
- Trichocereus bertramianus Backeb.
- Trichocereus macrogonus (Salm-Dyck) Riccob.
- Trichocereus pectinifer Albesiano
- Trichocereus spinibarbis (Otto ex Pfeiff.) F.Ritter
- Trichocereus tarijensis (Vaupel) Werderm.
- Trichocereus undulosus Albesiano
- Trichocereus uyupampensis Backeb.

## Coltivazione
La loro coltivazione richiede terreno molto poroso e drenante composto di terra concimata e da almeno una sesta parte di sabbia. Vanno poste in vasi non molto grandi e il suo rinvaso dovrà avvenire almeno ogni tre anni. Le innaffiature devono essere fatte solo quando la terra si presenta asciutta; la sua posizione richiede pieno sole e luce; in inverno andranno esposte a una temperatura che non sia inferiore ai 4 °C e le innaffiature sospese del tutto.
La riproduzione avviene per seme su di un terriccio misto a sabbia molto fine e mantenuto umido a una temperatura di 21 °C senza copertura di protezione o per talea tramite i polloni che si sviluppano alla base della pianta.